# بروس روجرز
بروس روجرز هو سباح كندي، (ولد في تورونتو في كندا 1957  م)
تنافس في سباق 200 متر فراشة للرجال في دورة الألعاب الأولمبية الصيفية عام 1976.

## روابط خارجية
- بروس روجرز على موقع الاتحاد الدولي للسباحة (الإنجليزية)
- بروس روجرز على موقع أوليمبيديا (الإنجليزية)
- بروس روجرز على موقع اللجنة الأولمبية الكندية (الإنجليزية)